# Сан-Мигель (департамент, Корриентес)
Департамент Сан-Мигель  (исп. Departamento de San Miguel) — департамент в Аргентине в составе провинции Корриентес.
Территория — 2863 км². Население — 10572 человек. Плотность населения — 3,70 чел./км².
Административный центр — Сан-Мигель.

## География
Департамент расположен на севере провинции Корриентес.
Департамент граничит:
- на севере — с Парагваем
- на востоке — с департаментом Итусайнго
- на юго-западе — с департаментом Консепсьон
- на северо-западе — c департаментом Хенераль-Пас

## Административное деление
Департамент включает 2 муниципалитета:
- Сан-Мигель
- Лорето

## Важнейшие населенные пункты[3]
| № | Населённый пункт | Населённый пункт (исп.) | Категория | Население чел. (2010) | На карте                        |
| - | ---------------- | ----------------------- | --------- | --------------------- | ------------------------------- |
| 1 | Сан-Мигель       | San Miguel              | город     | 4792                  | 27°59′44″ ю. ш. 57°35′26″ з. д. |
| 2 | Лорето           | Loreto                  | поселок   | 1938                  | 27°46′10″ ю. ш. 57°16′35″ з. д. |